# Jižní federální okruh
Jižní federální okruh Ruské federace (rusky Южный федеральный округ Российской Федерации) je jedním z 8 federálních okruhů Ruska. Zaujímá jihozápadní část Ruska. Sídlem správy je Rostov na Donu. Byl zřízen prezidentskou vyhláškou 21. června 2000.[zdroj?]
19. ledna 2010 byl ze stávajícího okruhu vyčleněn nový Severokavkazský federální okruh. 28. června 2016 byl k Jižnímu federálnímu okruhu naopak připojen rušený Krymský federální okruh.

## Obyvatelstvo
V Jižním federálním okruhu podle sčítání lidu v roce 2002 (bez federálního distriktu severní Kavkaz) žilo 13 404 798 lidí, představující 9,45 % z celkového počtu obyvatel Ruska.

### Národnostní složení
- Rusové – 11 878 000 (86,1 %)
- Arméni – 433 000 (3,1 %)
- Ukrajinci – 330 800 (2,4 %)
- Kazaši – 195 900 (1,4 %)
- Kalmykové – 164 700 (1,2 %)
- Tataři – 146 700 (1,1 %)
- Adygejci – 123 900 (0,9 %)

## Členění okruhu
| Jižní federální okruh | Jižní federální okruh | Jižní federální okruh      | Jižní federální okruh |
| Č.                    | Vlajka                | Oblast                     | Sídlo správy          |
| --------------------- | --------------------- | -------------------------- | --------------------- |
| 1                     |                       | Adygejsko                  | Majkop                |
| 2                     |                       | Astrachaňská oblast        | Astrachaň             |
| 3                     |                       | Volgogradská oblast        | Volgograd             |
| 4                     |                       | Kalmycko                   | Elista                |
| 5                     |                       | Krasnodarský kraj          | Krasnodar             |
| 6                     |                       | Republika Krym             | Simferopol            |
| 7                     |                       | Rostovská oblast           | Rostov na Donu        |
| 8                     |                       | Federální město Sevastopol | Sevastopol            |